# 横山隆平
横山 隆平 （よこやま たかひら、弘化2年3月17日（1845年4月23日） - 明治36年（1903年）7月31日）は、江戸時代末期の加賀藩の年寄、明治時代の日本の実業家・華族（男爵）。加賀八家横山家第13代当主。

子に男爵横山隆俊、前田直行室、前田孝室。幼名は三郎。通称は三左衛門。家紋は「丸ノ内万字」。

## 生涯
弘化2年（1845年）、加賀八家横山家の嫡男横山隆貴の嫡男として金沢に生まれる。安政5年（1858年）、隆貴が死去する。万延2年（1861年）、祖父横山隆章の死去により家督と3万石の知行を相続する。文久2年（1862年）、加賀藩年寄となる。明治14年（1882年）、尾小屋銅山を買収し社主となる。明治19年（1886年）、優良な新鉱脈の発見で事業が軌道に乗り財を築いた。明治33年（1900年）、従五位下に叙され、男爵となる。明治36年（1903年）7月31日没。墓所は石川県金沢市野田山墓地。

## 栄典
- 1900年（明治33年）5月9日 - 男爵[2]